# Cajobi
Cajobi es un municipio brasileño situado en el estado de São Paulo. Tiene una población estimada, en 2021, de 10 649 habitantes.
Localizada en la región norte del estado, Cajobi está a aproximadamente 430 km de la capital estadual, a una altitud de 565 metros.
Con un clima subtropical, el municipio hace límite con Severínia, Monte Azul Paulista, Embaúba y Tabapuã. 
El municipio está formado por la sede y un distrito, llamado Monte Verde.

## Geografía
Se localiza a una latitud 20º52'47" sur y a una longitud 48º48'34" oeste.
Posee un área de 176.93 km². 

### Demografía
Datos del Censo - 2010
Población Total: 9.768
- Urbana: 9.133
- Rural: 635
- Hombres: 5.025
- Mujeres: 4.743

Densidad demográfica (hab./km²): 55,22
Mortalidad infantil hasta 1 año (por mil): 13,79
Expectativa de vida (años): 72,36
Tasa de fertilidad (hijos por mujer): 2,40
Tasa de Alfabetización: 89,36%
Índice de Desarrollo Humano (IDH-M): 0,775
- IDH-M Salario: 0,674
- IDH-M Longevidad: 0,789
- IDH-M Educación: 0,862

(Fuente: IPEADATA)

### Hidrografía
- Río Turvo
- Río de la Onça

### Carreteras
- SP-322